# 冯野王
冯野王（?—?），字君卿，上党郡潞县（今山西省长治市）人，后迁居杜陵（今陕西西安东南）。西汉经学家。冯奉世之子。其妹为汉元帝的昭仪冯媛。
冯野王受业博士，通《诗经》。年轻时以父任为太子中庶人。汉宣帝时以功次补当阳长，后任栎阳令、夏阳令，汉元帝即位，转任陇西郡太守，有治绩，入为左冯翊，京师称其威信，拜大鸿胪，很被器重。后来御史大夫缺，他以行能第一而预选。汉元帝以其妹为后宫昭仪，避嫌不用。虽不为三公，有名当世。汉成帝即位，以他是中山王刘兴的舅舅出为上郡太守、琅邪郡太守。京兆尹王章以大司马大将军王凤专权，推荐他可代王凤。王章被王凤以罪诛杀，冯野王受王凤排斥弹劾，因病去官，在家中去世。